# الذئب (الباب)
الذئب  قرية سوريّة تتبع إداريّاً لمحافظة حلب منطقة الباب ناحية عريمة، بلغ تعداد سكانها 678 نسمة حسب التعداد السكاني لعام 2004.